# La Vie de ma mère
Pour plus de détails, voir Fiche technique et Distribution.
La Vie de ma mère est un film français co-écrit et réalisé par Julien Carpentier, sorti en 2024.
C'est le premier long métrage du réalisateur.

## Synopsis
Pierre est un jeune fleuriste qui s'investit beaucoup dans la réussite de son magasin, jusqu'à ne pas voir l'attention que lui porte Lisa. Un jour, il apprend que sa mère, bipolaire, qu'il ne voit plus depuis deux ans, s'est échappée de sa maison de repos et rend la vie impossible à sa grand-mère. Il décide de la ramener à l'hôpital.

## Fiche technique
- Titre original : La Vie de ma mère
- Titre international : This is my mother
- Réalisation : Julien Carpentier
- Scénario : Julien Carpentier et Benjamin Garnier
- Directeur de la photographie : Martin de Chabeneix
- Chef opérateur son : Nicolas Cantin
- Musique originale : Dom La Nena
- Décors : Julie Wassef
- Costumes : Charlotte Terrasse
- Maquillage : Anaëlle Trogno
- Coiffure : Rodolfo Zubizarreta Dago
- Montage image : Mathieu Pontier
- Montage son : Olivier Voisin
- Mixeur : Victor Praud
- Directrices de casting : Elodie Demey et Aurélie Avram
- Directrice de production : Cécile Rémy-Boutang
- 1er assistant réalisation : Luc Catania
- Scripte : Soizic Poënces
- Régisseur général : Raphaël Launay
- Société de production : Silex Films, en association avec les SOFICA SG Image 2021 et LBPI 16
- Productrice exécutive : Marie Darel
- Productrices déléguées : Priscilla Bertin et Judith Nora
- Société de distribution : KMBO
- Budget : 2,1 millions d'euros
- Ventes internationales : Be For Films
- Durée : 100 minutes
- Date de sortie :
  - France : 6 mars 2024[2]
  - Suisse : 6 mars 2024[3]
  - Belgique : 13 mars 2024[4]

## Distribution
- Agnès Jaoui : Judith Haddad
- William Lebghil : Pierre Haddad
- Salif Cissé : Ibou
- Alison Wheeler : Lisa
- Rosita Dadoun Fernandez : Mémé
- Noémie Zeitoun : Cathy
- Franck Beckmann : Alain
- Maxence Tual : Patrice
- Serge Feuillard : M. Pontier
- Mamadou Haidara : Moussa
- Thaïs Vauquières : la pharmacienne
- Hortense Gélinet : Dr Rémy

## Distinctions
- Film Francophone d'Angoulême 2023 : Prix du public[5]
- Film Francophone d'Angoulême via Brides-les-Bains 2023 : Prix du Public
- Festival 2 Cinéma de Valenciennes 2023 : Prix du Public et Prix d'interprétation pour William Lebghil[6]
- Festival du film de société de Royan 2023 : Prix des Lycéens[7]